# NGC 289
NGC 289 (другие обозначения — ESO 411-25, MCG −5-3-10, VV 484, AM 0050-312, IRAS00502-3128, PGC 3089) — спиральная галактика с перемычкой (SBbc) в созвездии Скульптор.
Джон Дрейер описывал её «довольно яркая, большая, вытянутая, между 2 более яркими звёздами».
NGC 289 рассматривается как гигантская и богатая газом галактика, поверхность которой обладает невысокой яркостью. Изучение излучения HI показывает, что в галактике наблюдается высокое значение соотношения массы HI к звездной массе: ~0.4. При этом обнаружен чрезвычайно большой радиус HI в 70 килопарсек, что обсулавливает высокую скорость вращения массы HI.
Измерения не в красной области спектра галактики дают расстояние 19,162 ± 3,627 Мпк, которое находится в пределах расстояний, рассчитанных с использованием значения смещения 4.
По оценкам, диаметр NGC 289 около 250 000 световых лет.
Объект был обнаружен 27 сентября 1834 года британским астрономом Джоном Фредериком Уильямом Гершелем.
Этот объект входит в число перечисленных в оригинальной редакции «Нового общего каталога».

## Галерея

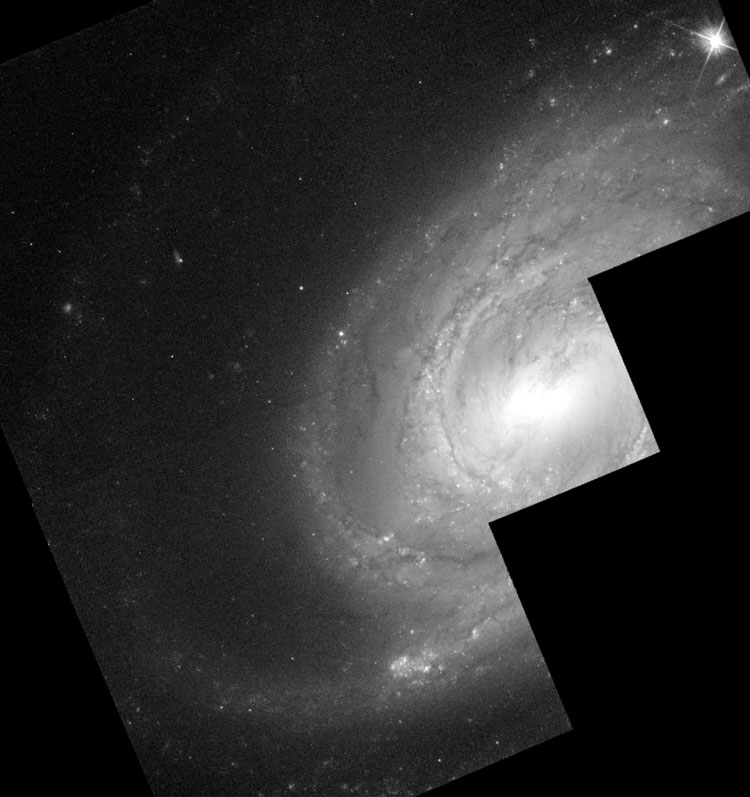
NGC 289 фото космического телескопа Хаббл.
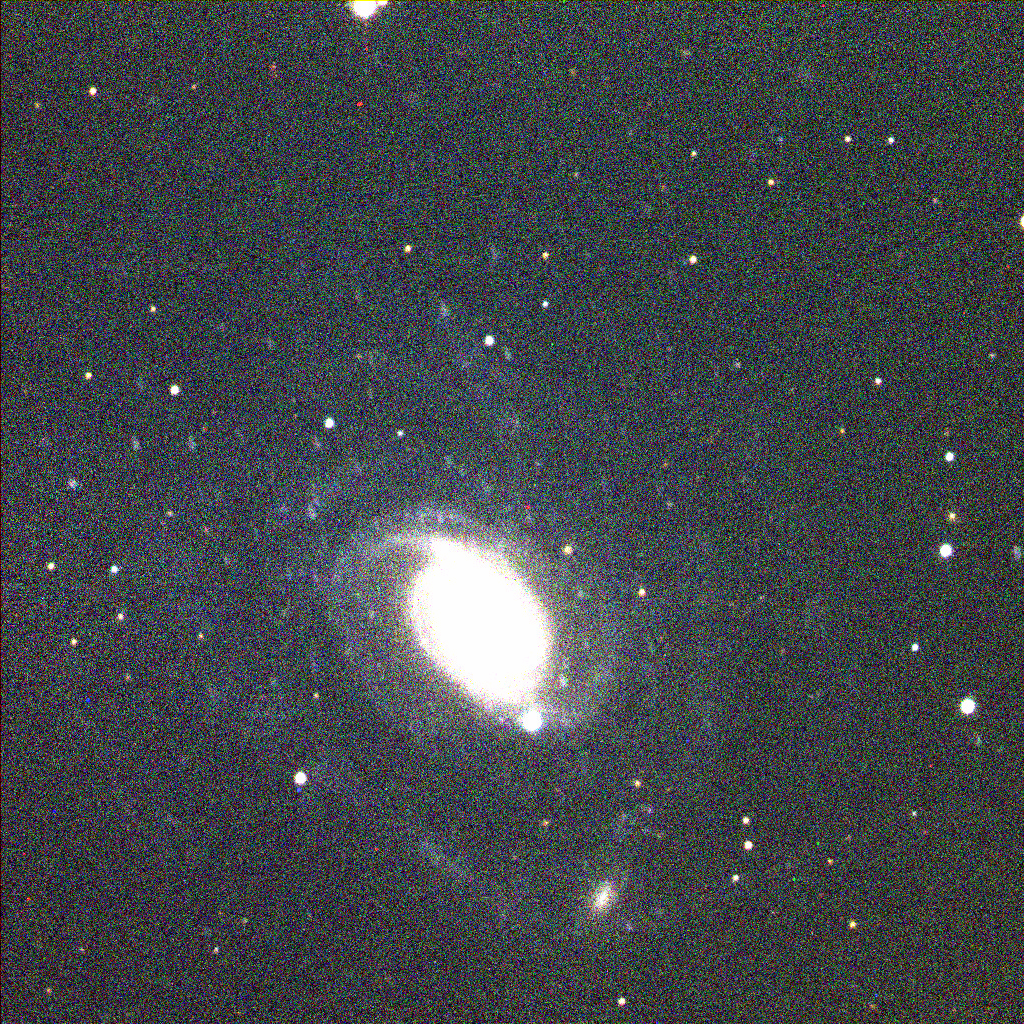
NGC 289, полученная телескопом PROMPT 3 в обсерватории CTIO в Чили.